# 横断的販売網

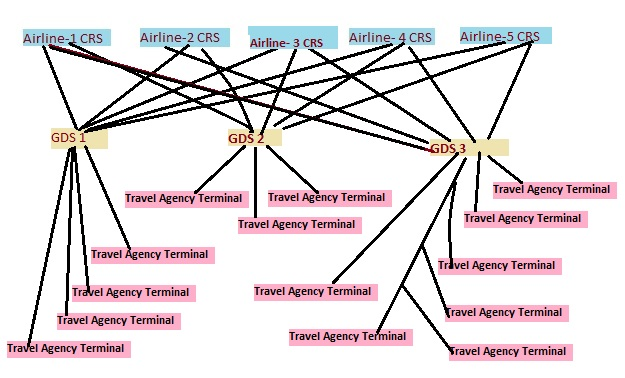
航空券発券網の模式図

横断的販売網（英語: Global Distribution System, GDS）とは、航空会社やホテル等の販売元と旅行会社とを仲介する企業が運営する通信網のこと。GDS上で各種サービス、料金種別、予約を一括して取り扱うので、航空券・ホテルの予約、レンタカーやその他の旅行関連商品を一元管理することができる。
似たような販売網にCRS（コンピューター予約システム）があるが、こちらは販売元が各々運営しているものである。

## 概要
GDSは店舗型やオンライン型を問わず旅行会社がそれらのコンピューター予約システムを照会する際に利用する。残席数や在庫などの管理はGDS上ではなくコンピューター予約システム上で行っているが、GDSでは販売元のシステムと同期しており、常時最新の残席数が反映されるようになっている。例えば旅行会社で航空券を予約する場合、 各航空会社の予約システムにそれぞれ接続する必要はなく、ひとたびGDSに接続すれば航空券をはじめ、ホテルから関連旅行商品に至るまで当該GDSに接続する全ての販売元の商品を横断的に串刺し検索することができる。

## 旅行者向けのサービス
GDSでは個人客が直接予約を照会することもできる。GDSに保存された予約状況を確認するか、航空会社の予約システムを参照することになる。GDS経由で予約した場合、通常GDS照会番号と予約番号（PNR番号）の二つが割り当てられ、それらの番号を元に予約状況を確認する。
| サイト名        | GDS運営会社                               | URL                             | 取り扱う商品   |
| --------------- | ----------------------------------------- | ------------------------------- | -------------- |
| ViewTrip        | Travelport (Galileo, Worldspan, Apollo等) | https://www.viewtrip.com/       | 航空券         |
| Check My Trip   | Amadeus                                   | https://www.checkmytrip.com/    | 航空券         |
| Virtually There | Sabre                                     | https://www.virtuallythere.com/ | 航空券         |
| eSKY            | eSKY (Worldspan等)                        | http://www.eSKY.pl/             | 航空券とホテル |

## 参照
1. ↑  GDS - The Original Third Party